# Alta infedeltà
Alta infedeltà é um filme franco-italiano de 1964, do gênero comédia, dirigido por Mario Monicelli, Elio Petri, Franco Rossi e Luciano Salce.

## Resumo
Filme de episódios. Marido ciumento nota com prazer que a atenção de Brit não é a sua mulher, mas ele próprio. A esposa infiel conquista o amigo, mas à força de protestar não dá pelo que aconteceu.
Um casal alegra a sua relação, fazendo de conta que se pretendem conquistar um ao outro. Um jogador perdeu já tudo e só tem a sua mulher para apostar.

## Elenco
- Nino Manfredi
- John Philip Law
- Fulvia Franco
- Monica Vitti
- Jean-Pierre Cassel
- Sergio Fantoni
- Claire Bloom
- Charles Aznavour
- Ugo Tognazzi
- Michèle Mercier
- Bernard Blier